# Izrazito dobre priče, 2. dopunjeno izdanje
Izrazito dobre priče, 2.dopunjeno izdanje je četrnaesta po redu knjiga književnika Perice Jokića, objavljena u izdanju „Alme“ iz Beograda, 2018. godine.

## Opis knjige
Knjigu Izrazito dobre priče (2.dopunjeno izdanje) sačinjavaju 203 priče odabrane iz tri knjige Perice Jokića. Iz prve knjige Iskustva Roberta Nimanija (2014) zastupljena je 81 priča, iz knjige Ogledi Roberta Nimanija (2015), 83 priče, dok je iz knjige Saznanja Roberta Nimanija odabrano 39 priča. Drugo dopunjeno izdanje knjige Izrazito dobre priče ilustrovano je sa 83 ilustracije koje je uradio autor knjige, Perica Jokić.

## Drugo dopunjeno izdanje
Knjiga Izrazito dobre priče (2.dopunjeno izdanje) razlikuje se od originala u nekoliko pojedinosti. Najpre, knjiga je rađena u tvrdom povezu, prošivanje. Zatim, tu su korice, koje se razlikuju od originala i u dizajnu i u ostalim detaljima. Na naslovnoj strani je ilustracija autora (jedna od ilustracija iz unutrašnjosti knjige), a na zadnjoj, drugačija poza autora knjige, fotografija koju je uradio Mihajlo Jokić u ambijentu ruševina Fabrike celuloze i papira u Beranama. Pored fotografije, na zadnjoj strani je i nekoliko izvoda iz recenzije Bojana Rajevića, dva sa originalnih korica i jedan novi.
Knjiga je ilustrovana sa novih 22 ilustracije autora, kojima, kada se doda 61 ilustracija iz originalnog izdanja, knjiga broji 83 ilustracije.
Priča Najduži voz na svijetu tehnički je postavljena u izvornom obliku i po prvi put dobila svoju ilustraciju koja se sastoji iz dva dela, odnosno dve ilustracije. Prva ilustracija predstavlja šine koje se završavaju u tunelu, a druga se proteže preko ostale tri stranice i predstavlja voz u pokretu. Lokomotiva je potpuno na kraju priče, a vagoni putuju tokom celog teksta.

## Misteriozna priča
Napomenućemo da je u knjizi zastupljena i priča koja, zbog svoje prirode, ne podliježe obaveznom unošenju u
sadržaj, pa je tamo i nema, tako da zbirka, u stvari, ne broji 202, već 203 priče, pisalo je na stranicama prvog
izdanja knjige Izrazito dobre priče. Ovdje smo namjerno otklonili misteriju i biće jasno o čemu je riječ.
Zbirka se sastiji od 81 priče iz Iskustava Roberta Nimanija, 83 iz Ogleda Roberta Nimanija, i 39 iz Saznanja Roberta Nimanija, rukopisne knjige, koja je u vrijeme selekcije od strane Milana Beštića brojala 76 priča, a objavljena sa 225, što znači da do Milana nikada nije doprlo 149 priča, i ko zna šta bi još sve odabrao za knjigu koja je pred vama. (Autor)

## Izbor priča i naslov
Selekciju priča iz Jokićeve trilogije, koju sačinjavaju Iskustva, Ogledi i Saznanja Roberta Nimanija napravio je Milan Beštić, poznati srpski pisac aforizama i kratkih priča. On je i kumovao naslovu knjige.